# Sylmar
Sylmar è il quartiere più a nord della città di Los Angeles e si trova ad est della Interstate 5 ed a nord della città di San Fernando.
La zona era conosciuta nel passato per i suoi uliveti, a Sylmar termina inoltre l'Acquedotto di Los Angeles.